# Orthocentrus asper
Orthocentrus asper là một loài tò vò trong họ Ichneumonidae.